# Скай, Фрейя
Фрейя Скай (англ. Freya Skye; род. 17 октября 2009, Бакингемшир, Англия) — английская певица, автор песен и актриса. Она представляла Великобританию на Детском конкурсе песни «Евровидение – 2022», после чего подписала контракт с лейблом Hollywood Records и издательством Disney Music Publishing в качестве автора песен. Также Скай заключила контракт на участие в будущих проектах с подразделением Disney Branded Television. Как актриса, она появилась в сериале «The Next Step» и дебютировала в фильме «Зомби 4: Рассвет вампиров».

## Биография
Фрейя Скай родилась в  Бакингемшире, Англия. Она начала петь и играть в театре в возрасте пяти лет. В 2021  году она выпустила свой дебютный сингл «I Love the Way». 3 ноября 2022 года было объявлено, что Фрейя будет представлять Великобританию на Детском конкурсе песни «Евровидение – 2022» в Ереване, Армения, с песней «Lose My Head» . Она заняла первое место в глобальном онлайн-голосовании зрителей и финишировала пятой в общем зачёте . На тот момент ей было 13 лет. Скай стала героиней двух документальных фильмов BBC, рассказывающих о её участии в «Евровидении» и развитии её карьеры в поп-музыке. В 2023 году она также выступила на концерте London Eurovision Party. Фрейя также работала как актриса озвучивания в видеоиграх, включая Final Fantasy XVI (2023). Она появилась в 9 сезоне канадского сериала «The Next Step» на канале YTV, сыграв преувеличенную версию самой себя. 10 февраля 2024 года было объявлено, что Скай исполнит роль Новы в фильме «Зомби 4: Рассвет вампиров». 19 июля 2024 года она выпустила сингл «Walk Over» на лейбле Hollywood Records. За ним последовали синглы «Someone to Love», «Can't Fake It» и «Who I Thought I Knew» в 2025 году — последний набрал более миллиона просмотров на YouTube с момента релиза. Позднее вышел трек «Gold’s Gone».

## Дискография
| Год  | Название               | Альбом                                     | Автор                                                       | Режиссёр                |
| ---- | ---------------------- | ------------------------------------------ | ----------------------------------------------------------- | ----------------------- |
| 2022 | "Lose My Head"         | Детский конкурс песни «Евровидение – 2022» | Эмбер Ван Дэй, Джек Хавитт, Фалько Ван Ден Акер             | Deepend                 |
| 2024 | "Winter Dream"         | Disney Christmas                           | Стефани Джонс, Энди Додд                                    | Лаки Уэст               |
| 2024 | "Someone to Love"      | синглы, не вошедшие в альбом               | Элла Бо                                                     | Элла Бо                 |
| 2024 | "Walk Over"            | синглы, не вошедшие в альбом               | Присцилла Ренеа Гамильтон, Энн Превен, Скотт Катлер         | Саймон Оскрофт          |
| 2024 | "Who Says"             | синглы, не вошедшие в альбом               | Эмануэль Кириаку, Присцилла Гамильтон                       | Лаки Уэст               |
| 2025 | "Who I Thought I Knew" | синглы, не вошедшие в альбом               | Дэвин Кингстон, Элла Бо, Фрейя Скай, Вайолет Скайс          | Элла Бо, Дэвин Кингстон |
| 2025 | "Can't Fake It"        | синглы, не вошедшие в альбом               | Фрейя Скай, Джейкоб Хейзелл, Кейтлин Тарвер, Сванте Халлдин | Jack & Coke             |
| 2025 | "Gold's Gone"          | синглы, не вошедшие в альбом               | Энни Шиндел, Лаки Уэст, Мишель Зарленга.                    | Лаки Уэст               |

## Фильмография
| Год  |   | Русское название          | Оригинальное название           | Роль       |
| ---- | - | ------------------------- | ------------------------------- | ---------- |
| 2024 | с |                           | The Next Step                   | Саму себя  |
| 2025 | ф | Зомби 4: Рассвет вампиров | Zombies 4: Dawn of the Vampires | Нова Брайт |